# Didier M'Buyu
Didier M'Buyu (Antwerpen, 24 november 1965) is een gewezen Belgische voetballer. Hij is de zoon van de Congolese voetballer Jean M'Buyu en broer van gewezen voetballer Dimitri M'Buyu.

## Carrière
Didier M'Buyu werkte zich als jonge verdediger samen met zijn broer Dimitri M'Buyu op in de jeugdrangen van KSC Lokeren. Tijdens de terugronde van het seizoen 1984/85 maakte hij zijn debuut in het eerste elftal. Trainer Aimé Antheunis liet hem tijdens de uitwedstrijd tegen KV Mechelen invallen voor zijn één jaar oudere broer.
Nadien werd M'Buyu een vaste waarde bij Lokeren. Als verdedigende middenvelder beschikte hij over een nauwkeurige tackle en spelinzicht. Al gauw kreeg Didier M'Buyu heel wat aanbiedingen van clubs, maar hij weerstond telkens aan de verleiding. In het seizoen 1986/87 kwam hij slechts één wedstrijd niet aan de bak. Daardoor had hij een groot aandeel in het behalen van de vierde plaats in de competitie. Lokeren eindigde dat jaar in het zog van RSC Anderlecht, KV Mechelen en Club Brugge.
Een seizoen later trok M'Buyu met Lokeren Europa in. Voor de club was dat van 1982 geleden. Lokeren werd echter al in de eerste ronde nipt uitgeschakeld door Boedapest Honvéd SE.
In 1989 ruilde M'Buyu Lokeren in voor KSV Waregem. Maar daar kreeg de middenvelder veel minder speelkansen. Waregem kende bovendien een moeilijk seizoen waarin het net kon ontsnappen aan de degradatie. Na een turbulent seizoen met heel wat trainerswissels keerde M'Buyu terug naar Lokeren.
Maar deze keer vond Antheunis geen plaats meer voor M'Buyu. De nog jonge middenvelder belandde vaker dan hem lief was op de bank en kwam niet meer in actie voor Lokeren. In 1993 zette hij een punt achter zijn professionele loopbaan. Hij voetbalde nadien nog even voor derdeklasser Berchem Sport.